# 217492 Howardtaylor
217492 Howardtaylor este o planetă minoră (asteroid), cu un diametru de 3,056 km, din centura de asteroizi. A fost descoperită pe 28 aprilie 2006 la Observatorio de Cerro Tololo⁠(d) de Marc Buie⁠(d). 
Obiectul prezintă o orbită caracterizată de o semiaxă mare de 3,1009710638 UAi, o excentricitate de 0,16276180081256, o înclinație de 0,70419528987911 ° în raport cu ecliptica.